# Red vs. Blue

Red Vs Blue, souvent abrégé RVB, est une série de machinima humoristique créée par Rooster Teeth Productions et diffusée sur Internet, qui suit les aventures de deux équipes ennemies, les Rouges et les Bleus, au milieu d’un canyon fermé, Blood Gulch. Les FPS et la vie militaire y sont très caricaturés et on retrouve de nombreuses références à des films de science fiction.
Initialement prévue comme une série de six ou huit épisodes, le projet devient très rapidement populaire sur le Net après son lancement le 1er avril 2003.
La série est principalement produite en utilisant une technique de synchronisation entre des séquences de jeu filmées sur Halo et ses suites et des dialogues préenregistrés (sans compter les différents bruitages et la bande sonore). Elle fut très bien reçue dans la communauté du Machinima et dans celle des critiques de cinéma. Primée pour son originalité, elle a gagné quatre Awards lors de festivals organisés par l’Academy of Machinima Arts and Sciences. Cela lui donna plus de crédibilité et une montagne de nouveaux fans. Graham Leggat, ancien directeur de communication au Lincoln Center, décrit même Red Vs Blue comme « tout aussi sophistiqué que Samuel Beckett ».
Tandis que la série continue sur le Net, elle est également disponible en DVD, faisant d’elle l’un des premiers succès commerciaux du Machinima. 
La série se divise en plusieurs cycles :
- The Blood Gulch Chronicles (Les chroniques de Blood Gulch) couvre les saisons 1 à 5 (100 épisodes au total) et la saison intermédiaire Out of Mind.
- Recollection (Réminescence) couvre les saisons 6 à 8 et les saisons intermédiaires Recovery One et Relocated.
- Freelancer Project (Projet Freelancer), créé par des fans pour couvrir les saisons 9 et 10 et les saisons intermédiaires MIA et Where There's A Will, There's A Wall.
- The Chorus Trilogy (Chorus : La Trilogie) couvre les saisons 11, 12 et 13.
- Anthology (Anthologie) et Standalone (Se tenir seul) couvrent quant à eux les saisons 14 et 15.
- The Shisno Paradox (Le paradoxe du Shisno) et Singularity (singularité),bien que pouvant être considérées comme un cycle, couvrent les saisons 16 et 17

## Synopsis
Red vs Blue se concentre sur les équipes Rouges et Bleus, deux groupes de soldats engagés dans une soi-disant guerre civile. Au début, chaque équipe occupe une petite base dans un canyon connu sous le nom de Blood Gulch. Selon Simmons, l’un des soldats de l’équipe Rouge, chacune des deux bases existent parce que l’autre existe. Plus tard, on apprendra qu’il n’y a aucune guerre civile, que les équipes Rouges et Bleus sont sous le commandement du Projet Freelancer, et n’existent uniquement que pour servir de terrain d’entraînement aux Agents du Freelance. Bien que les deux équipes se détestent mutuellement et que chacune cherche à l’emporter sur l’autre en capturant son drapeau, aucune équipe n’a réellement la motivation de se battre contre son adversaire. De plus chaque personnages possède sa propre personnalité décalée, ses bizarreries et ses excentricités, ce qui en fait la source principale d’un humour omniprésent grâce à de nombreuses situations cocasses et plusieurs quiproquos invraisemblables.
Aujourd’hui, la trame principale de Red Vs Blue couvre dix-huit saisons et cinq mini-séries. Périodiquement, Rooster Teeth réalisent des vidéos sur le thèmes des vacances (Noël, Halloween, etc.) qui, généralement, n’ont aucun lien avec la trame principale de l’histoire. Toutefois, dans ces vidéos, les membres des deux équipes affirment bien appartenir à Red Vs Blue.
Même si le fond de toile de Red Vs Blue provient de la série Halo, Rooster Teeth a consciencieusement limité les connexions avec l’univers du jeux vidéo. Une vidéo spécialement réalisée pour l’E3 de 2003 présentait le Major comme un membre impressionnant de l’armée. De plus, la bande-annonce de Red vs Blue et le premier épisode de la série démontre que celle-ci se situe entre les événements de Halo et Halo 2. Au-delà de ces quelques références, la trame principale est complètement indépendante, une décision qui, selon les dires de Burnie Burns, permet aux personnes peu (voire non) initiées à l’univers du jeu vidéo de profiter pleinement de Red Vs Blue. Par exemple, tout en incluant un Elite Covenant lors des saisons 4 et 5, Rooster Teeth ne place jamais ce personnage dans le contexte original de l’univers Halo.

## Personnages
Les personnages de Red vs. Blue ont des personnalités dérangées de différentes manières et à différents degrés. De fait, ce sont les interactions entre les personnages et leurs dialogues qui font avancer l'histoire plutôt que l'action. La série est généralement centrée sur une dizaine de personnages principaux.
| Nom                         | Camp         | Race               | Couleur             | Note(s)                                                                       |
| --------------------------- | ------------ | ------------------ | ------------------- | ----------------------------------------------------------------------------- |
| Church                      | Blue Team    | IA                 | Cobalt              | S'introduit dans l'esprit des gens                                            |
| Tucker                      | Blue Team    | Humain             | Aqua                | Détenteur de l'épée d'énergie                                                 |
| Caboose                     | Blue Team    | Humain             | Bleu standard       | Possède une force surhumaine                                                  |
| Sheyla                      | Commandement | IA                 | -                   | IA implantée dans un tank                                                     |
| Sister                      | Blue Team    | Humaine            | Jaune pâle          | Est la sœur de Grif                                                           |
| Freckles                    | -            | IA                 | -                   | IA implantée initialement dans un Mantis - Considère Caboose comme son maître |
| Sarge                       | Red Team     | Humain             | Rouge standard      | Expert en robotique                                                           |
| Simmons                     | Red Team     | Humain             | Bordeaux            | Expert en informatique                                                        |
| Grif                        | Red Team     | Humain             | Jaune Orangé        | Expert en sieste                                                              |
| Donut                       | Red Team     | Humain             | Rose/Rouge-Clair    | Expert en lancer de grenade                                                   |
| Lopez                       | Red Team     | Robot              | Brun                | Expert en mécanique et réparation de véhicules - Parle espagnol               |
| Texas/Tex                   | -            | IA/Freelancer      | Noir                | Peut se rendre invisible - Force incroyable                                   |
| Maine/Meta                  | -            | Humain/Freelancer  | Blanc               | Possède une force extraordinaire - Peut absorber les IAs                      |
| Washington                  | Commandement | Humain/Freelancer  | Gris foncé et jaune | Epsilon tenta de se suicider lors de son implantation dans l'agent Washington |
| Connecticut/C.T.            | Rébellion    | Humaine/Freelancer | Brun et blanc       | Trahit le projet Freelancer pour la Rébellion                                 |
| Carolina                    | -            | Humaine/Freelancer | Turquoise           | Ex-meneuse des Freelancers - Rivale de Texas                                  |
| Le Directeur/Leonard Church | -            | Humain             | -                   | A créé Alpha/Church selon son modèle cérébral                                 |
| Allison                     | -            | Humaine            | -                   | Femme décédée du directeur - Modèle mémoriel à l'origine de Beta/Tex          |
| Alpha                       | Blue Team    | IA                 | Blanc               | IA initiale                                                                   |
| Delta                       | -            | IA                 | Vert                | IA logique                                                                    |
| Gamma                       | -            | IA                 | Bleue               | IA trompeuse                                                                  |
| Epsilon                     | Blue Team    | IA                 | Cobalt              | IA mémorielle                                                                 |
| Oméga                       | -            | IA                 | Violet              | IA enragée                                                                    |
| Sigma                       | -            | IA                 | Orange              | IA ambitieuse                                                                 |
| Beta                        | -            | IA                 |                     | IA d'origine sentimentale                                                     |
| Doc                         | Commandement | Humain             | Violet              | Aide les personnages à mourir/hôte majeur d'omega                             |
| Le pacificateur             | Aliens       | Alien Covenant     | Mauve               | Guide nos héros à travers une quête pour trouver un ancien artefact alien     |
| Junior                      | Blue Team    | Alien Covenant     | Cyan                | Fils de Tucker                                                                |
| Andy                        | -            | Bombe              | -                   | Traducteur universel et bombe                                                 |

## Développement
| Série ou saison                      | Début                                    | Fin               | Nombre d'épisodes |
| ------------------------------------ | ---------------------------------------- | ----------------- | ----------------- |
| The Blood Gulch Chronicles saison 1  | 1er avril 2003                           | 28 septembre 2003 | 1–19              |
| The Blood Gulch Chronicles saison 2  | 3 janvier 2004                           | 11 juin 2004      | 20–38             |
| The Blood Gulch Chronicles saison 3  | 12 octobre 2004                          | 18 mai 2005       | 39–57             |
| The Blood Gulch Chronicles saison 4  | 29 août 2005                             | 1er avril 2006    | 58–77             |
| Out of Mind                          | 16 juin 2006                             | 4 septembre 2006  | 1–5               |
| The Blood Gulch Chronicles saison 5  | 2 octobre 2006                           | 28 juin 2007      | 78–100            |
| Recovery One                         | 28 octobre 2007                          | 7 décembre 2007   | 1–4               |
| Reconstruction (saison 6)            | 5 avril 2008                             | 30 octobre 2008   | 1–19              |
| Relocated                            | 9 février 2009                           | 9 mars 2009       | 1–4               |
| Recreation (saison 7)                | 15 juin 2009                             | 26 octobre 2009   | 1–19              |
| Revelation (saison 8)                | 1er avril 2010                           | 13 septembre 2010 | 1–20              |
| Red vs. Blue : Saison 9              | 14 juin 2011                             | 14 novembre 2011  | 1–20              |
| Red vs. Blue : MIA                   | 13 novembre 2011                         | 17 décembre 2011  | 1–6               |
| Where There's A Will, There's A Wall | 14 avril 2012                            | 28 avril 2012     | 1-3               |
| Red vs. Blue : Saison 10             | Memorial Day 2012 (Dernier lundi de Mai) | 5 novembre 2012   | 22                |
| Red vs. Blue : Saison 11             | 14 juin 2013                             | 11 novembre 2013  | 1-19              |
| Red vs. Blue : Saison 12             | 28 avril 2014                            | 29 septembre 2014 | 1-19              |
| Red vs. Blue : Saison 13             | 31 mars 2015                             | 6 septembre 2015  | 1-20              |
| Red vs. Blue : Saison 14             | 8 mai 2016                               | 16 octobre 2016   | 1-24              |
| Red vs. Blue : Saison 15             | 2 avril 2017                             | 20 août 2017      | 1-21              |
| Red vs. Blue: Saison 16              |                                          |                   | 1-15              |
| Red vs. Blue:Saison 17               |                                          |                   |                   |
| Red vs. Blue: Zero                   |                                          |                   |                   |